# Société britannique de psychanalyse
La Société britannique de psychanalyse, en anglais : British Psychoanalytical Society (BPAS), est fondée en 1919 par Ernest Jones. Elle a été précédée par une première société, la London Psychoanalytical Society (1913-1919). 

## 1913. Ernest Jones et la première société psychanalytique londonienne
Ernest Jones, psychiatre et psychanalyste anglais, s'installe à Londres en 1913, après plusieurs années d'exercice au Canada. Après une analyse didactique réalisée durant l'été 1913, avec Sándor Ferenczi à Budapest, il fonde le 30 octobre 1913 la première société psychanalytique britannique, sous le nom de London Psychoanalytical Society. Entre 1914 et 1918, les communications entre Ernest Jones et les psychanalystes germanophones continentaux, dont les pays sont opposés par la Première Guerre mondiale, sont interrompues. Jones n’est pas soumis à des obligations militaires et peut poursuivre l'exercice de la psychanalyse, notamment auprès de  patients atteints par des névroses de guerre. Son travail durant ces années-là constitue un apport théorico-clinique dont la valeur est relevée par Freud.
La création de sociétés nationales est encouragée par Freud, tandis que le mouvement international est progressivement fédéré par l'Association psychanalytique internationale, créée en 1910.

## 1919. Naissance de la Société britannique de psychanalyse
En 1919, une dizaine de membres décident de la dissolution de la London Psychoanalytical Society, dont certains membres étaient acquis aux idées jungiennes, et ils refondent, le 20 février 1919, une association psychanalytique sous le nom de British Psychoanalytical Society (BPAS), dont Jones prend la présidence. James Glover et Edward Glover sont parmi ses premiers partisans. John Rickman, Ella Freeman Sharpe, Joan Riviere, Susan Isaacs, Sylvia Payne sont les premiers analystes. Plusieurs sont liés au Bloomsbury Group : James Strachey et Alix Strachey, Adrian Stephen, un des frères de Virginia Woolf et son épouse Karen Stephen. Plus tard les rejoignent William R. D. Fairbairn, John Bowlby, Donald Winnicott, Ambrose Cyril Wison.

## Les années 1920. L'essor
La Société se développe selon plusieurs axes. Devenant égale en dignité[style à revoir] avec les sociétés psychanalytiques continentales, Vienne, Berlin et Budapest. 
- Une revue est créée en 1920, The International Journal of Psychoanalysis[5] toujours publiée[6].
- Un institut de formation, The Institute of Psychoanalysis, est créé en 1924 à Londres
- L'édition d'ouvrages (1924)
- Une clinique psychanalytique est ouverte, en 1926, conçue selon les mêmes principes que les policliniques de Budapest et de Berlin, et la clinique de Vienne, où sont effectuées des analyses : la London Clinic of Psychoanalysis.

## Les années 1930. Premières tensions
Deux périodes de tension touchent la Société qui comporte une quarantaine de membres. Melitta Schmideberg, fille de Melanie Klein s'est installée à son tour à Londres, au terme d'études de médecine réalisées à Berlin. Elle fait une analyse avec Edward Glover et, soutenue par Glover, critique ouvertement Melanie Klein. Elle s'exile aux États-Unis, ce qui ramène un peu de paix dans la Société.
Une période de tension plus importante pour la décennie suivante concerne les oppositions théoriques et cliniques entre les Anglais et les Viennois, autour des questions de la psychanalyse des enfants et du complexe d'Œdipe. Ces questions restent irrésolues alors qu'affluent les premiers psychanalystes, chassés d'Allemagne par l'interdiction faite, par les Lois de Nuremberg, aux juifs d'exercer une profession libérale. Après l'Anschluss, en mars 1938, ce sont les derniers Viennois, notamment Freud, qui a toujours défendu les théories de sa fille Anna contre les positions kleiniennes, et Anna Freud qui à leur tour cherchent refuge d'abord au Royaume-Uni, mais dont un certain nombre s'exilent en Amérique. Tout autant que les crispations théoriques et cliniques, c'est l'inquiétude qu'il n'y ait pas assez de travail pour tous les psychanalystes qui est présente dans tous les esprits à Londres au début de la guerre.

## 1941-1945. Les controverses Anna Freud - Melanie Klein

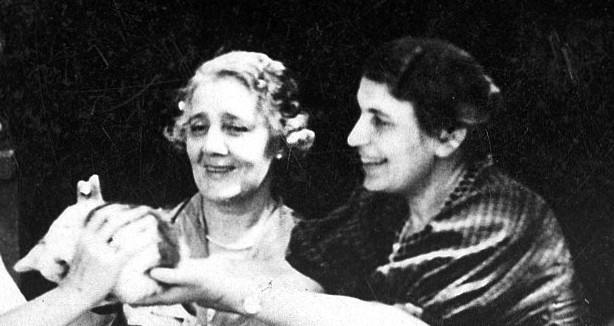
Melanie Klein et Anna Freud

De 1941 à février 1944, la Société britannique est le lieu de fameuses « controverses », réunions scientifiques durant lesquelles s'opposent kleiniens, partisans d'évolutions techniques et théoriques et annafreudiens qui promeuvent une orthodoxie freudienne. Un certain nombre d'analystes, qui souhaitent sortir de ce clivage rejoignent le Groupe des Indépendants. Un accord de 1944, en réorganisant la formation des psychanalystes, de façon à prendre en compte les différentes perspectives, met fin à ces controverses et évite une scission au sein de la Société de psychanalyse. 

## Liste des présidents de la Société britannique de psychanalyse: 1919 -
- Ernest Jones 1913-1944
- Sylvia Payne 1944-1947
- John Rickman  1947-1950
- William Gillespie  1950-1953
- Clifford Scott  1953-1954
- Sylvia Payne  1954-1956
- Donald Winnicott 1956-1959
- Willi Hoffer 1959-1962
- Wilfred Bion 1962-1965
- Donald Winnicott 1965-1968
- Michael Balint 1968-1970
- William Gillespie 1971-1972
- Walter Joffe 1972-1974
- Adam Limentani 1974-1977
- Hanna Segal 1977-1980
- John Klauber 1980-1981
- Hanna Segal (intérim) 1981-1982
- Pearl King 1982-1984
- Moses Laufer 1984-1987
- Eric Brenman 1987-1990
- Anne-Marie Sandler 1990-1993
- Brendan Mac Carthy 1993-1996
- Irma Brenman Pick 1996-1999
- Don Campbell 1999-2002
- Ron Britton 2002-2004
- Julia Fabricius 2004-2006
- Roger Kennedy 2006-2008
- Michael Brearley 2008-2010
- David Bell 2010-2012
- Nick Temple 2012-2015
- Catalina Bronstein 2016-